# Made in Denmark (golfturnering)
 For alternative betydninger, se Made in Denmark. (Se også artikler, som begynder med Made in Denmark)
Made in Denmark er en dansk golfturnering på PGA European Tour, der siden 14. - 17. august 2014 er blevet afholdt én gang om året på Himmerland Golf & Spa Resort i Gatten ved Farsø i Vesthimmerlands Kommune. Turneringen spilles på Backtee Course.
Made in Denmark spilles i 2018 i Silkeborg Ry Golfklub, og er ligesom i 2016 den sidste tællende turnering til Ryder Cup kvalifikationen.

## Vindere
| År                           | Spiller                      | Land                         | Score                        | Til par                      | Margen                       | Runner(s)-up                                                    | Præmiesum (€)                | 1. præmie (€)                |
| Himmerland Golf & Spa Resort | Himmerland Golf & Spa Resort | Himmerland Golf & Spa Resort | Himmerland Golf & Spa Resort | Himmerland Golf & Spa Resort | Himmerland Golf & Spa Resort | Himmerland Golf & Spa Resort                                    | Himmerland Golf & Spa Resort | Himmerland Golf & Spa Resort |
| ---------------------------- | ---------------------------- | ---------------------------- | ---------------------------- | ---------------------------- | ---------------------------- | --------------------------------------------------------------- | ---------------------------- | ---------------------------- |
| 2019                         |                              |                              |                              |                              |                              |                                                                 | 3.000.000                    | 500.000                      |
| Silkeborg Ry Golfklub        |                              |                              |                              |                              |                              |                                                                 |                              |                              |
| 2018                         | Matt Wallace                 | England                      | 269                          | -19                          | Playoff                      | Steven Brown Lee Westwood Jonathan Thomson                      | 1.500.000                    | 250.000                      |
| Himmerland Golf & Spa Resort |                              |                              |                              |                              |                              |                                                                 |                              |                              |
| 2017                         | Julian Suri                  | USA                          | 265                          | −19                          | 4 slag                       | David Horsey                                                    | 1.800.000                    | 300.000                      |
| 2016                         | Thomas Pieters               | Belgien                      | 267                          | −17                          | 1 slag                       | Bradley Dredge                                                  | 1.800.000                    | 300.000                      |
| 2015                         | David Horsey                 | England                      | 271                          | −13                          | 2 slag                       | Kristoffer Broberg Daniel Gaunt Søren Kjeldsen Terry Pilkadaris | 1.500.000                    | 250.000                      |
| 2014                         | Marc Warren                  | Skotland                     | 275                          | −9                           | 2 slag                       | Bradley Dredge                                                  | 1.500.000                    | 250.000                      |